# 立川絵理
立川 絵理（たちかわ えり、1983年11月24日 - ）は、日本の元女優、元タレントである。

## 略歴
- 福岡県出身。
- プロダクション尾木に所属していた。
- 西町インターナショナルスクール、明光学園高等学校を経て津田塾大学卒業。
- 2004年10月から2007年12月まで「王様のブランチ」のリポーター。
- 10歳まで米・テネシー州在住であったため、英語に堪能。番組内でも、綺麗な発音の英語でマット・デイモンやレオナルド・ディカプリオなど外国著名人にインタビューする様子が度々見られた。
- 『女王様のブランチ』で作家デビュー、TBSの携帯サイト「TBSブックス」で読むことができる。
- 2007年12月31日に、形成外科医の男性（当時30歳）と結婚（当時妊娠3か月）したことが所属事務所より発表された。[1]
- 2008年1月15日にブログを開設。同時に芸能界を引退することも表明した。
- 2008年6月7日に第1子（長男）出産。
- 2009年12月29日に第2子（次男）を出産。
- 2012年8月13日に第3子（長女）を出産。
- 2018年4月1日に第4子（次女）を出産。

## 出演

### テレビ
- 東京天使（フジテレビ、2003年）
- 王様のブランチ（TBS、2004年10月 - 2007年12月）

### ドラマ
- 顔（フジテレビ、2003年4月 - 6月） 朝倉ちあき 役
- 幸福の王子（日本テレビ、2003年7月 - 9月） 寺川奈保子 役
- 白い巨塔（フジテレビ、2003年10月 - 2004年3月） マミ 役
- VICTORY!〜フットガールズの青春〜 （2003年11月22日、フジテレビ、上原陽子 役
- ほんとにあった怖い話 第4回第1話 病棟の夜（フジテレビ、2004年1月31日）
- 愛し君へ（フジテレビ、2004年4月 - 6月）
- 輪舞曲（TBS、2006年1月 - 3月） リリー 役
- 金曜プレステージ「名司会者・寿鶴子 殺人スピーチ3」（フジテレビ、2007年4月13日） - 安田理沙子 役
- 冗談じゃない!（TBS、2007年4月 - 6月）　岩崎舞 役

### PV
- 福山雅治 『東京』

### CM
- au

### 映画
- パッチギ! LOVE&PEACE（2007年）